# 盧見曾
盧見曾（1690年—1768年11月7日），字抱孙，号澹园，又号雅雨山人。山东德州人。清朝政治人物。康熙末進士，乾隆間累官兩淮鹽運使。清國史舘文苑傳有傳。

## 生平
父盧道悦是康熙九年（1670年）進士。盧見曾生于康熙二十九年（1690年），形貌矮瘦，人谓之矮盧。十五歲补博士弟子员，康熙五十年举人，康熙六十年中礼部试，赐进士出身，授四川洪雅县知县，當時地瘠民贫，税目繁多，見曾“除杂派，清积牍，一以俭勤为治”。雍正九年（1731年）補官江南亳州蒙城知縣，並協理州務；不久又授六安州知州。雍正十三年（1735年）秋，任江宁府知府，历官所至，多建书院。
乾隆元年（1736年）初任两淮盐运使，乾隆五年（1740年）五月，“被参一十七款，共诬赃银一千六十两”，获罪远戍，往塞外军台效力，謫戍塞外開始研究《易經》，他說：“余年五十有一，遠投塞外，始學《易》。”乾隆九年召还。乾隆九年任滦州知州，十年任永平府知府。乾隆十九年（1754年）再任两淮盐运使。乾隆二十八年（1763年），告老還鄉。乾隆三十三年（1768年）两淮盐政尤拔世索贿未遂，於是舉發盐政严重亏空，諭旨江蘇巡撫彰寶會同尤拔世詳悉清查，盐政高恒、普福等皆得罪，盧見曾因曾長期任兩淮鹽運使亦被牽連下獄，待秋後處決，乾隆三十三年九月二十八日（1768年11月7日），卒于苏州。 此案中，盧見親家纪昀（紀曉嵐）曾私自告密，乾隆命大學士劉統勛、吏部尚書托恩多、侍郎英廉三人調查，纪昀因此受牽連。

## 成就
与吴敬梓、郑板桥、戴震等交往深厚，“極一時文酒之盛。金農、陳撰、厲鹗、惠棟、沈大成、陳章等，前后數十人，皆為上客”，“筑苏亭于使署，日与诗人相酬咏”，吴敬梓写作《儒林外史》全靠盧見曾支持。乾隆十九年，吴敬梓在揚州辞世，無以為殓，卢见曾慨然承担一切丧葬费用，始得以归葬金陵。乾隆十九年（1754年）夏，盧見曾補刻朱彝尊所撰《經義考》一書，次年竣工。乾隆二十一年（1756年），聘請惠栋與沈大成等人校勘並刊刻《雅雨堂藏書》（《雅雨堂叢書》）。惠棟對盧见曾所揭示“義理勝而家法亡”以及“末幅言通經之法”甚為推崇。盧見曾還曾刻趙明誠夫妻所著之《金石錄》，並撰《重刊金石录序》。

## 佚事
翰林院侍讲学士纪昀（紀曉嵐）與盧見曾長子盧謙是親家。两淮盐引案爆發時，乾隆下令將盧抄家，纪昀第一時間獲知情報，私下做了一個暗號，在盒中放了少許茶葉，上為食鹽封口，盧意識到此為「盐案亏空查抄」六字，於是開始轉移財產。後來和珅告發了纪昀，乾隆把纪昀谪戍乌鲁木齐。